# Othresypna marginata
Othresypna marginata là một loài bướm đêm trong họ Noctuidae.